# Fanny Daal
Fanny Daal (bürgerlich Johanna Zwerner, * in Plauen) ist eine deutsche Schlagersängerin.

## Leben
Daal, die aus Plauen im Vogtland stammt, sammelte erste Erfahrungen als Solistin beim Orchester Tosca. Anfang 1961 gelang ihr Durchbruch, zunächst mit ruhigen Liedern und ohne große Medienerscheinung. Mit der  Single Warum küsst du mich nicht? gelang ihr auch ein schnellerer Stil. Daals berühmtester Auftritt war der Beitrag zum Lied Alles dreht sich um Amore im Jahr 1962, wo sie neben fünf anderen Schlagersängern mitwirkte.

## Diskografie
- 1961: Denk’ daran (Hermann/Osten) – 4 50 219
- 1961: Aber ein Herz (Honig/Gertz)
- 1961: Du darfst mich nie belügen (Natschinski/Berling) – 4 50 265
- 1961: Sonne, Mond und Sterne (Kähne/Gertz)
- 1961: Einmal im Leben (Spielhaus/Hardt) – 5 50 138
- 1961: Warum küsst du mich nicht? (H.-J. Schulze/Korth)
- 1962: Die Wege der Liebe (Wittstatt/Schwenn) – 4 50 294
- 1962: Weil wir verliebt sind (Natschinski/Berling)
- 1962: Alles dreht sich um Amore (mit Fred Frohberg, Julia Axen, Helga Brauer, Hartmut Eichler & Günter Hapke)[2] – 5 50 158
- 1963: Oh, Sunny (Honig/Gertz) – 4 50 363
- 1965: Sing mit mir Amiga 740036 So schön wie heut (Grothe/Dehmel) Komm und gib mir deine Hand (Grothe/Dehmel)

## Filmografie
- 1962: Revue um Mitternacht